# Salpinga secunda
Salpinga secunda là một loài thực vật có hoa trong họ Mua. Loài này được Schrank & Mart. ex DC. miêu tả khoa học đầu tiên năm 1828.